# Suphis cimicoides
Suphis cimicoides är en skalbaggsart som beskrevs av Aubé 1836. Suphis cimicoides ingår i släktet Suphis och familjen grävdykare. Inga underarter finns listade i Catalogue of Life.